# Демокед
Демокед, или Демокид (греч. Democēdes; греч. Δημοκήδης) — врач, философ и политик, живший в VI веке до нашей эры.
Его жизнеописание было дано в «Истории» Геродота. Демокед родился в городе Кротоне (южное побережье Нижней Италии). В юности прибыл на остров Эгина, где благодаря своему таланту и усердию приобрёл в скором времени славу искусного лекаря.
Покинув Эгину, направился в Афины, а затем трудился при дворе самосского тирана Поликрата. После его свержения был отправлен в Сарды, потом к своему двору его вызвал Дарий I. Вылечив царя от болезни ног, а царицу Атоссу — от грудной болезни, Демокед попал в большую милость у персидского царя, который щедро наградил его за излечение от недугов. Оттуда он вернулся на родину, несмотря на уговоры Дария остаться при нём в качестве лейб-медика.
Он примкнул к партии аристократов и, будучи членом посольства, отправленного требовать у греков земли и воды, Демокед был вынужден бежать в Тарент (ныне Таранто), после чего скрывался в Кротоне, откуда сограждане отказались его выдать. Там он вступил в общество пифагорейцев, женился на дочери знаменитого греческого атлета Милона Кротонского. Вместе с Алкмеоном он стоял во главе древнейшей процветавшей медицинской школы в Греции.
Однако во время восстания против пифагорейской олигархии, Демокед погиб от руки Феага, который и получил награду, назначенную за голову лекаря-политика.